# Tama (přítok Tokijského zálivu)
Tama (japonsky 多摩川 – Tama gawa) je řeka na jihovýchodě japonského ostrova Honšú. Je dlouhá přibližně 138 kilometrů a má povodí o rozloze přibližně 1240 čtverečních kilometrů.

## Průběh toku
Pramení v pohoří Okučičibu v severní části prefektury Jamanaši. Až do ústí do přehrady Okutama se nazývá Tabagawa. Za jezerem teče na východ do prefektury Tokio, kde zachovává východní směr až k Óme. Pak se obrací k jihovýchodu a protéka Inagi a Fučú. Pak tvoří hranici mezi prefekturou Tokio, kde na jejím severním břehu leží Čófu, Komae, Setagaja a Óta, a prefekturou Kanagawa, kde na jejím jižním břehu leží Kawasaki. Do Tokijského zálivu se vlévá na jižním okraji letiště Haneda.